# ミギ
ミギ（本名：孟美岐（モン・メイチー）、1998年10月15日 - ）は、中華人民共和国河南省洛陽市出身の歌手。韓国のガールズグループ宇宙少女の元メンバー。

## 来歴
2016年
2月25日にSTARSHIPエンターテインメントとYUEHUAの合同ガールズグループ「宇宙少女」のメンバーとしてデビューする。
2018年
3月、ソニと共に韓国のテレビ番組「PRODUCE 101」中国スピンオフ「創造101」に参加することを発表。最終1位で「火箭少女101」のメンバーとしてのデビューが決定。これにより、ミギとソニは宇宙少女の活動を休止する。
6月23日に中国のガールグループ「火箭少女101」の最終メンバーとして加入しデビュー。
8月9日、YUEHUAとMAVERICKSは「火箭少女101」から脱退させることを表明した。両社が8月17日にTencentとの合意のもと火箭少女101に戻ることを発表した。
2019年
1月15日、映画「流転の地球」のプロモーショントラック「有種（ヘリオス）」をリリース。2019年4月23日に、リードシングルとミニ・アルバム『犟（江）』をデジタル配信でリリースする。このアルバムは100万を超えるDL数を達成し、2019年にQQ Musicで最も売れたデジタルアルバムとして記録された。
2023年
3月3日、STARSHIPエンターテインメントとの契約が自動終了し、宇宙少女を脱退した。

## ディスコグラフィ

### ミニ・アルバム
| No. | タイトル                    | 収録曲                                                | 売上枚数           |
| --- | --------------------------- | ----------------------------------------------------- | ------------------ |
| 1st | 犟 （2019年4月23日）        | 1. 犟 2. 陌生的女孩 3. 犟 (伴奏) 4. 陌生的女孩 (伴奏) | CHN：約2,500,000DL |
| 2nd | 爱・不爱 （2020年10月30日） | 1. Mute 2. Miss You 3. Quit                           | CHN：約1,786,343DL |